# Ulota coarctata
Ulota coarctata là một loài Rêu trong họ Orthotrichaceae. Loài này được (P. Beauv.) Hammar miêu tả khoa học đầu tiên năm 1852.